# Magyar Zoltán (játékvezető)
Magyar Zoltán (Szeged, 1929 – ?) magyar nemzeti labdarúgó-játékvezető.

## Pályafutása
Játékvezetésből  Szegeden a Csongrád megyei Labdarúgó-szövetség (CSMLSZ) Játékvezető Bizottsága (JB) előtt vizsgázott. A megyei JB javaslatára NB III-as, egyben országos utánpótlás bíró. Az MLSZ JB minősítésével NB II-es, 1965-től NB I/B-s, majd 1966-tól NB I-es játékvezető. Küldési gyakorlat szerint rendszeres partbírói szolgálatot is végzett. A kor elvárása szerint a küldés szerinti egyes számú partbíró játékvezetői sérülésnél átvette a mérkőzés irányítását. A nemzeti játékvezetéstől 1970-ben visszavonult. NB I-es mérkőzéseinek száma:  34
| Időpont           | Helyszín                    | Mérkőzés típusa          | Mérkőzés                      | Eredmény | Nézők száma |
| ----------------- | --------------------------- | ------------------------ | ----------------------------- | -------- | ----------- |
| 1966. április 14. | PVSK pálya, Pécs            | első NB I-es mérkőzése   | Pécsi Dózsa–Diósgyőri VTK     | 0 – 0    | 1500        |
| 1970 október 18.  | Béke téri stadion, Budapest | utolsó NB I-es mérkőzése | Csepel SC–Dunaújvárosi Kohász | 3 – 0    | 2000        |